# Helen Gray Cone
Helen Gray Cone (ur. 8 marca 1859 w Nowym Jorku, zm. 31 stycznia 1934) – poetka amerykańska.

## Życiorys
Jej rodzicami byli John Carpenter Cone i Julia Gray. Uczęszczała do Normal College of New York City (obecnie Hunter College), gdzie trafiła w wieku 14 lat. Naukę ukończyła w 1876. W trzynaście lat później otrzymała czasowe zastępstwo za Mary Willard, nauczycielkę historii i literatury, która sama zaproponowała ją na to stanowisko. W 1899 została pierwszą kobietą-profesorem w Normal College, a następnie dziekanem English Department. Wykłady na temat twórczości Williama Szekspira i romantyków zjednały jej ogólny szacunek. W 1908 uzyskała stopień Master of Humane Letters na Uniwersytecie w Nowym Jorku. W 1920, z okazji jubileuszu Hunter College otrzymała doktorat honorowy w zakresie literatury. W 1926 przeszła na emeryturę, nadal jednak była aktywna w Helen Gray Cone Fellowship, towarzystwie naukowym założonym na jej cześć. Helen Gray Cone nigdy nie wyszła za mąż i nie założyła rodziny.

## Twórczość
Poetka wydała pięć tomików wierszy: Oberon and Puck: Verses Grave and Gay (1885), The Ride to the Lady, and Other Poems (1891), Soldiers of the Light (1911), A Chant of Love for England, and Other Poems (1915) i The Coat without a Seam, and Other Poems (1919). W 1930 ukazał się stanowiący wybór z jej twórczości tom Harvest Home. Do najbardziej znanych jej wierszy należy utwór A Chant of Love for England. Z niego pochodzą często cytowane wersy:
Bind her, grind her, burn her with fire,
Cast her ashes into the sea,—
She shall escape, she shall aspire,
She shall arise to make men free:
She shall arise in a sacred scorn,
Lighting the lives that are yet unborn;
Spirit supernal, Splendour eternal,
ENGLAND!
Wśród dzieł autorki znalazły się cykle Sonnets of the Great Peace, Moods of War i The Quiet Days. Jeden ze swoich utworów poetka poświęciła Henry’emu Wadsworthowi Longfellowowi. Był to podwójny sonet. Napisała też balladę King Raedwald. Niekiedy sięgała po aliterację, jak w poniższej strofie z wiersza A Ressurrection:
But at last, when the hour was ripe-was it sudden-remembered word?
Was it sight of a bird that mounted, or sound of a strain that stole?
I was 'ware of a spell that snapped, of an inward strength that stirred,
Of a Presence that filled that place; and it shone, and I knew my Soul.
Stosowała również grę słów (paronomazję): And reverent, as reverend, was thy head (sonet Henry Wadsworth Longfellow).